# Lienne
Lienne är ett vattendrag i Belgien.   Det ligger i regionen Vallonien, i den östra delen av landet, 110 km öster om huvudstaden Bryssel.
I omgivningarna runt Lienne växer i huvudsak blandskog. Runt Lienne är det ganska glesbefolkat, med 38 invånare per kvadratkilometer.